# ザ・ラスト・ショット
『ザ・ラスト・ショット』は、2014年11月19日の22:00 - 22:59に、NHK秋田放送局の秋田発地域ドラマとして、NHK BSプレミアムにて放送された日本のテレビドラマである。主演は永井大が務めた。

## キャスト
村木 翔平
演 - 永井大
大手スポーツメーカー「ペガサス」のシューズ職人。
北大路 巽
演 - 松田悟志
秋田のプロバスケチーム「ブレイブ・ラッキーズ」の花形選手。
藤原 さくら
演 - 臼田あさ美
村木の元恋人。
ジミー鳴瀬
演 - 中村昌也
北大路のチームメイト。
山中 純
演 - 有薗芳記
村木の同僚。
武藤 陽一
演 - 品川徹
能代実業、バスケ部の名誉監督。
大神 和成
演 - 柴俊夫
村木の上司。

## スタッフ
- 演出 - 吉田浩樹（NHK秋田放送局）
- 音楽 - 和田貴史
- 脚本 - 三上幸四郎
- 製作統括 -  宮﨑研介
- 製作 - NHK秋田放送局